# The Miracle Season
The Miracle Season (bra: Uma Razão para Vencer; prt: Uma Época para Vencer; esp: ¡A ganar!) é um filme estadunidense de drama dirigido por Sean McNamara e protagonizado por Erin Moriarty, Helen Hunt, William Hurt y Danika Yarosh. O filme é baseado na história verídica da equipe de voleibol Iowa City West High School depois da morte repentina da líder da equipe, Caroline Found, em um acidente de motocicleta em 2011. Foi lançado nos Estados Unidos em 6 de abril de 2018.

## Elenco
- Erin Moriarty como Kelley Fliehler, a melhor amiga de Caroline.[6]
- Danika Yarosh como Caroline "Line" Found.[6]
- Helen Hunt como Kathy Bresnahan, treinadora de voleibol.[5]
- William Hurt como o Dr. Ernie Found, o pai de Caroline e o marido de Ellyn.[10]
- Garry Chalk como o diretor.

## Produção
O filme foi originalmente intitulado Live Like Line. William Hurt e Helen Hunt juntaram-se ao filme em junho de 2016; Hunt e McNamara já haviam trabalhado juntos no filme de tema semelhante Soul Surfer. As filmagens ocorreram em Vancouver, Canadá.

## Estreia
The Miracle Season teve sua estreia no Englert Theatre em Iowa City, onde o filme se passa, em 18 de março de 2018. Foi lançado pela LD Entertainment em 6 de abril de 2018.